# Kyle Dake
Kyle Douglas Dake (Ithaca, 25 febbraio 1991) è un lottatore statunitense, specializzato nella lotta libera.

## Biografia
È figlio di Doug e Jodi Dake. Ha due fratelli, Corey e Kristin. È sposato con Megan Dake dal dicembre 2016. Ha due figlie, EllaJo ed Emilia e un figlio, Leo. Ha iniziato a praticare la lotta all'età di quattro anni. Ha rappresentato gli Stati Uniti a due edizioni consecutive dei Gicohi olimpici estivi, Tokyo 2020 e Parigi 2024, vincendo in entrambi casi il bronzo nel torneo di lotta libera -74 kg. È stato quattro volte campione iridato. Vanta quattro titoli continentali ai campionati panamericani.

## Palmarès
| Anno | Manifestazione          | Sede                | Evento                   | Risultato | Note |
| ---- | ----------------------- | ------------------- | ------------------------ | --------- | ---- |
| 2008 | Mondiali junior         | Istanbul            | Lotta greco-romana 60 kg | 14º       |      |
| 2018 | Mondiali                | Budapest            | Lotta libera 79 kg       | Oro       |      |
| 2019 | Mondiali                | Nur-Sultan          | Lotta libera 79 kg       | Oro       |      |
| 2021 | Campionati panamericani | Città del Guatemala | Lotta libera 74 kg       | Oro       |      |
| 2021 | Giochi olimpici         | Tokyo               | Lotta libera 74 kg       | Bronzo    |      |
| 2021 | Mondiali                | Oslo                | Lotta libera 74 kg       | Oro       |      |
| 2022 | Campionati panamericani | Acapulco            | Lotta libera 74 kg       | Oro       |      |
| 2022 | Mondiali                | Belgrado            | Lotta libera 74 kg       | Oro       |      |
| 2023 | Campionati panamericani | Buenos Aires        | Lotta libera 74 kg       | Oro       |      |
| 2023 | Mondiali                | Belgrado            | Lotta libera 74 kg       | Argento   |      |
| 2024 | Campionati panamericani | Acapulco            | Lotta libera 74 kg       | Oro       |      |
| 2024 | Giochi olimpici         | Parigi              | Lotta libera 74 kg       | Bronzo    |      |